# Jerzmanowa (gemeente)
De gemeente Jerzmanowa is een landgemeente in het Poolse woiwodschap Neder-Silezië, in powiat Głogowski.
De zetel van de gemeente is in Jerzmanowa.
Op 30 juni 2004 telde de gemeente 3061 inwoners.

## Oppervlakte gegevens
In 2002 bedroeg de totale oppervlakte van gemeente Jerzmanowa 63,44 km², waarvan:
- agrarisch gebied: 62%
- bossen: 26%

De gemeente beslaat 14,32% van de totale oppervlakte van de powiat.

## Demografie
Stand op 30 juni 2004:
| Omschrijving                   | Totaal | Totaal | Vrouwen | Vrouwen | Mannen | Mannen |
| ------------------------------ | ------ | ------ | ------- | ------- | ------ | ------ |
| eenheid                        | aantal | %      | aantal  | %       | aantal | %      |
| inwoners                       | 3061   | 100    | 1595    | 52,1    | 1466   | 47,9   |
| bevolkingsdichtheid (inw./km²) | 48,3   | 48,3   | 25,1    | 25,1    | 23,1   | 23,1   |

In 2002 bedroeg het gemiddelde inkomen per inwoner 3418,35 zł.

## Administratieve plaatsen (sołectwo)
Bądzów, Gaiki, Jaczów, Jerzmanowa, Kurów Mały, Kurowice, Łagoszów Mały, Maniów, Modła, Potoczek, Smardzów.

## Aangrenzende gemeenten
Głogów, Grębocice, Polkowice, Radwanice, Żukowice